# Срещу вятъра
„Срещу вятъра“ е български игрален филм (драма) от 1977 година на режисьора Христо Христов, по сценарий на Христо Христов и Константин Площаков. Оператор е Крум Крумов. Музиката във филма е композирана от Кирил Цибулка.

## Сюжет
Група съученици, прехвърлили четиридесетте се събират на юбилейно тържество. Накрая около масата остават само двама – капитан Григоров и капитан Ради Петров. Капитан Григоров си спомня. В първите години след 09.09.1944 г. отряд моряци, на който той е командир, отиват на работа в помощ на селското стопанство. Тогава в чест на деветосептемврийския празник той организира „парад“ и минава на бял кон пред матросите. Оттогава му остава и прякорът Белия кон, а за постъпката си е наказан със седем дни арест. В селото Григоров се запознава с Ради – свито, но умно и волево момче. На него Григоров завещава основния си принцип в живота – винаги да върви срещу вятъра с вдигната глава. Детето и съпругата на Григоров умират и той прехвърля вниманието си към Ради. След години Ради вече е капитан, командир на подводница. Между двамата възникват спорове, конфликти. Но в последна сметка Гргоров се гордее, че момчето, което му е станало като собствен син, винаги върви „срещу вятъра“.

## Актьорски състав
- Михаил Мутафов – Капитан II ранг Ради Петров
- Григор Вачков – Капитан II ранг ст. лейтенант Григоров
- Иван Иванов – старши матрос Виденов
- Евгения Баракова – Жената на Григоров
- Иван Янчев – Съученикът на Григоров
- Павел Попандов – матрос
- Владимир Давчев – кмета
- Венцислав Божинов – старши матрос Денев
- Пенко Пенков